# Neuburg (Meklemburgia-Pomorze Przednie)
Neuburg – gmina w Niemczech, w kraju związkowym Meklemburgia-Pomorze Przednie, w powiecie Nordwestmecklenburg, siedziba urzędu Neuburg.